# Basketbal Slovensko Extraliga
La Basketbal Slovensko Extraliga è la massima serie del campionato slovacco di pallacanestro.

## Storia
Sorto nel 1993 dopo la scissione dell'ex Cecoslovacchia e la conseguente sparizione del campionato di pallacanestro cecoslovacco, il campionato slovacco sorse assieme a quello ceco, che dall'anno della separazione della Cecoslovacchia è autonomo.
Dal 2014 è noto come Slovenská basketbalová liga.
Il club più titolato è il Pezinok, che vanta nove vittorie.

## Albo d'oro
- 1993  Pezinok
- 1993-1994  Baník Prievidza
- 1994-1995  Baník Prievidza
- 1995-1996  Inter Bratislava
- 1996-1997  Pezinok
- 1997-1998  Pezinok
- 1998-1999  Pezinok
- 1999-2000  Pezinok
- 2000-2001  Pezinok
- 2001-2002  Pezinok
- 2002-2003  Chemosvit
- 2003-2004  ESO Lučenec
- 2004-2005  SPU Nitra
- 2005-2006  ESO Lučenec
- 2006-2007  Slávia TU Košice
- 2007-2008  Pezinok
- 2008-2009  SPU Nitra
- 2009-2010  Pezinok
- 2010-2011  Patrioti Levice
- 2011-2012  Prievidza
- 2012-2013  Inter Bratislava
- 2013-2014  Inter Bratislava
- 2014-2015  Komárno
- 2015-2016  Prievidza
- 2016-2017  Inter Bratislava
- 2017-2018  Patrioti Levice
- 2018-2019  Inter Bratislava
- 2020-2021  Spišská Nová Ves
- 2021-2022  Patrioti Levice
- 2022-2023  Patrioti Levice
- 2023-2024  Patrioti Levice

## Vittorie per club
| Club             | Titolo           | Città | Anno                                                 |
| ---------------- | ---------------- | ----- | ---------------------------------------------------- |
| Pezinok          | Pezinok          | 9     | 1993, 1997, 1998, 1999, 2000, 2001, 2002, 2008, 2010 |
| Patrioti Levice  | Levice           | 5     | 2011, 2018. 2022, 2023, 2024                         |
| Inter Bratislava | Bratislava       | 5     | 1996, 2013, 2014, 2017, 2019                         |
| Prievidza        | Prievidza        | 4     | 1994, 1995, 2012, 2016                               |
| SPU Nitra        | Nitra            | 2     | 2005, 2009                                           |
| ESO Lučenec      | Lučenec          | 2     | 2004, 2006                                           |
| Komárno          | Komárno          | 1     | 2015                                                 |
| Slávia TU Košice | Košice           | 1     | 2007                                                 |
| Iskra Svit       | Svit             | 1     | 2003                                                 |
| Spišská Nová Ves | Spišská Nová Ves | 1     | 2021                                                 |